# منحنی اژدها

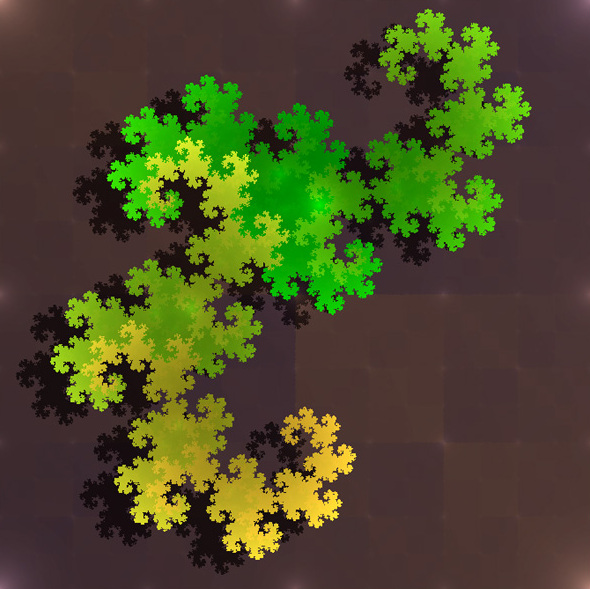
منحنی اژدهای بزرگراه

یک منحنی اژدها (انگلیسی: Dragon curve) هر یک از اعضای خانواده‌ای از خودهمانندی منحنی‌های فراکتالی است که می‌توان آن را با روش‌های بازگشتی مانند نگارالها تقریب زد. منحنی اژدها احتمالاً بیشتر به‌عنوان شکلی شناخته می‌شود که از تا کردن مکرر یک نوار کاغذی به نصف ایجاد می‌شود، اگرچه منحنی‌های دیگری نیز وجود دارند که با نام منحنی اژدها شناخته می‌شوند و به روش‌های متفاوتی تولید می‌شوند.

## اژدهای های‌وی
اژدهای های‌وی (که با نام‌های اژدهای هارتر–های‌وی یا اژدهای پارک ژوراسیک نیز شناخته می‌شود) نخستین بار توسط فیزیکدان‌های ناسا، جان های‌وی، بروس بنکس و ویلیام هارتر بررسی شد. این منحنی در سال ۱۹۶۷ توسط مارتین گاردنر در ستون بازی‌های ریاضی در مجله ساینتیفیک آمریکن توصیف شد. بسیاری از ویژگی‌های آن برای نخستین بار توسط چندلر دیویس و دانلد کنوت منتشر شد. این منحنی همچنین در صفحات عنوان‌بندی بخش‌های رمان پارک ژوراسیک نوشته مایکل کرایتون ظاهر شد.

### ساختار

ساختار بازگشتی منحنی

ساختار بازگشتی منحنی

اژدهای های‌وی را می‌توان از یک پاره‌خط پایه ساخت، به این صورت که هر بخش را به دو بخش با زاویه قائمه جایگزین کرده و به‌صورت متناوب با چرخش ۴۵ درجه به راست و چپ ادامه داد:
اژدهای های‌وی همچنین مجموعه حدی از سیستم تابع تکراری زیر در صفحه مختلط است:
{\displaystyle f_{1}(z)={\frac {(1+i)z}{2}}}
{\displaystyle f_{2}(z)=1-{\frac {(1-i)z}{2}}}
با مجموعه اولیه نقاط {\displaystyle S_{0}=\{0,1\}}.
اگر به جای صفحه مختلط از جفت‌های اعداد حقیقی استفاده شود، این دو تابع به‌صورت زیر خواهند بود:
{\displaystyle f_{1}(x,y)={\frac {1}{\sqrt {2}}}{\begin{pmatrix}\cos 45^{\circ }&-\sin 45^{\circ }\\\sin 45^{\circ }&\cos 45^{\circ }\end{pmatrix}}{\begin{pmatrix}x\\y\end{pmatrix}}}
{\displaystyle f_{2}(x,y)={\frac {1}{\sqrt {2}}}{\begin{pmatrix}\cos 135^{\circ }&-\sin 135^{\circ }\\\sin 135^{\circ }&\cos 135^{\circ }\end{pmatrix}}{\begin{pmatrix}x\\y\end{pmatrix}}+{\begin{pmatrix}1\\0\end{pmatrix}}}

### تا کردن اژدها
منحنی اژدهای های‌وی را می‌توان با تا کردن یک نوار کاغذی ایجاد کرد، که در واقع روش اصلی کشف آن بود. برای این کار، یک نوار کاغذی را از وسط به سمت راست تا کنید. سپس دوباره آن را از وسط به سمت راست تا کنید. اگر در این مرحله نوار را باز کنید و هر تای آن را به یک چرخش ۹۰ درجه‌ای تبدیل کنید، دنباله چرخش‌ها RRL خواهد بود، یعنی دومین تکرار منحنی اژدهای های‌وی. اگر نوار را دوباره از وسط به سمت راست تا کنید، دنباله چرخش‌های آن پس از باز شدن RRLRRLL خواهد بود، که سومین تکرار منحنی اژدهای های‌وی است. با ادامه این فرایند، تکرارهای بیشتری از منحنی ایجاد می‌شوند (اگرچه در عمل، نوار پس از چهار یا پنج تکرار بیش از حد ضخیم می‌شود و دیگر نمی‌توان آن را به‌درستی تا کرد).
الگوی تا شدن این نوارهای کاغذی، به‌عنوان دنباله‌ای از تای راست (R) و تای چپ (L)، به شرح زیر است:
- تکرار اول: R
- تکرار دوم: R R L
- تکرار سوم: R R L R R L L
- تکرار چهارم: R R L R R L L R R R L L R L L.

هر تکرار را می‌توان با کپی کردن تکرار قبلی، افزودن یک R، و سپس یک کپی دیگر از تکرار قبلی به‌صورت معکوس، اما با جایگزینی L و R، به‌دست‌آورد.

### ویژگی‌ها
- خودهمانندی‌های بسیاری در منحنی اژدهای های‌وی قابل مشاهده است. آشکارترین آن‌ها، تکرار همان الگو با چرخش ۴۵ درجه و نسبت کاهش {\displaystyle \textstyle {\sqrt {2}}} است. بر اساس این خودهمانندی‌ها، بسیاری از طول‌های این منحنی، اعداد گویا هستند.

کاشی‌کاری صفحه با منحنی‌های اژدها

- منحنی اژدها قابلیت کاشی‌کاری دارد. یکی از روش‌های کاشی‌کاری آن جایگزینی هر ضلع یک کاشی‌کاری مربعی با یک منحنی اژدها است، که از تعریف بازگشتی منحنی، با شروع از یک پاره‌خط، استفاده می‌کند. جهت اولیه برای گسترش هر بخش را می‌توان از رنگ‌آمیزی شطرنجی یک کاشی‌کاری مربعی تعیین کرد: بخش‌های عمودی درون کاشی‌های سیاه گسترش می‌یابند و از کاشی‌های سفید خارج می‌شوند، در حالی که بخش‌های افقی درون کاشی‌های سفید گسترش می‌یابند و از کاشی‌های سیاه خارج می‌شوند.[۳]
- به‌عنوان یک منحنی پرکننده فضا، منحنی اژدها دارای بعد برخالی دقیقاً ۲ است. برای منحنی اژدهایی با طول بخش اولیه برابر با ۱، مساحت آن برابر با ۱/۲ است، که از کاشی‌کاری‌های آن در صفحه قابل مشاهده است.[۱]
- مرز ناحیه‌ای که توسط منحنی اژدها پوشش داده می‌شود، دارای طول بی‌نهایت و بعد فراکتالی زیر است:

```
 

  

    

      

        
2

        

          
log

          

            
2

          

        

        
⁡

        
λ

        
≈

        
1.523627086202492

        
,

      

    

    
{\displaystyle 2\log _{2}\lambda \approx 1.523627086202492,}

  

 که در آن:
 

  

    

      

        
λ

        
=

        

          

            

              
1

              
+

              
(

              
28

              
−

              
3

              

                

                  
87

                

              

              

                
)

                

                  
1

                  

                    
/

                  

                  
3

                

              

              
+

              
(

              
28

              
+

              
3

              

                

                  
87

                

              

              

                
)

                

                  
1

                  

                    
/

                  

                  
3

                

              

            

            
3

          

        

        
≈

        
1.69562076956

      

    

    
{\displaystyle \lambda ={\frac {1+(28-3{\sqrt {87}})^{1/3}+(28+3{\sqrt {87}})^{1/3}}{3}}\approx 1.69562076956}

  

 ریشه حقیقی معادله زیر است:
 

  

    

      

        

          
λ

          

            
3

          

        

        
−

        

          
λ

          

            
2

          

        

        
−

        
2

        
=

        
0.

      

    

    
{\displaystyle \lambda ^{3}-\lambda ^{2}-2=0.}

  

[
۴
]
```

## اژدهای دوقلو

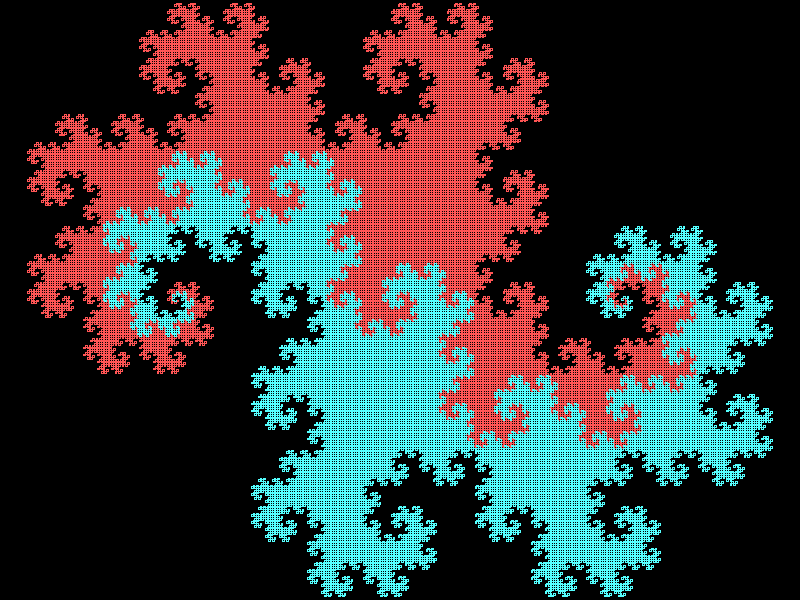
منحنی اژدهای دوقلو که از ترکیب دو منحنی اژدهای های‌وی ساخته شده است

اژدهای دوقلو (که با نام اژدهای دیویس–کنوث نیز شناخته می‌شود) را می‌توان با قرار دادن دو منحنی اژدهای های‌وی پشت به پشت (پس از قرینه‌سازی منحنی اولیه در راستای عمودی و افقی) ایجاد کرد. این منحنی همچنین مجموعه حدی سیستم تکرارشونده زیر است:
{\displaystyle f_{1}(z)={\frac {(1+i)z}{2}}}
{\displaystyle f_{2}(z)=1-{\frac {(1+i)z}{2}}}
که در آن، شکل اولیه توسط مجموعه زیر تعریف می‌شود:
{\displaystyle S_{0}=\{0,1,1-i\}}.
این منحنی را همچنین می‌توان به‌صورت یک نگارال توصیف کرد که تنها نیاز به افزودن یک بخش دیگر در رشته اولیه دارد:
- زاویه ۹۰ درجه
- رشته اولیه: FX+FX+
- قوانین بازنویسی رشته:
  - X الگو:Mapsto X+YF
  - Y الگو:Mapsto FX−Y.

این منحنی همچنین مکان نقاطی در صفحه مختلط است که هنگام نمایش در پایه {\displaystyle (-1\pm i)}، قسمت صحیح یکسانی دارند.

## اژدهای سه‌گانه

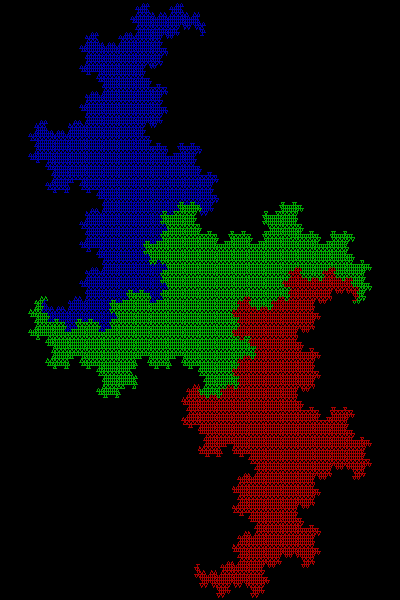
منحنی اژدهای سه‌گانه.

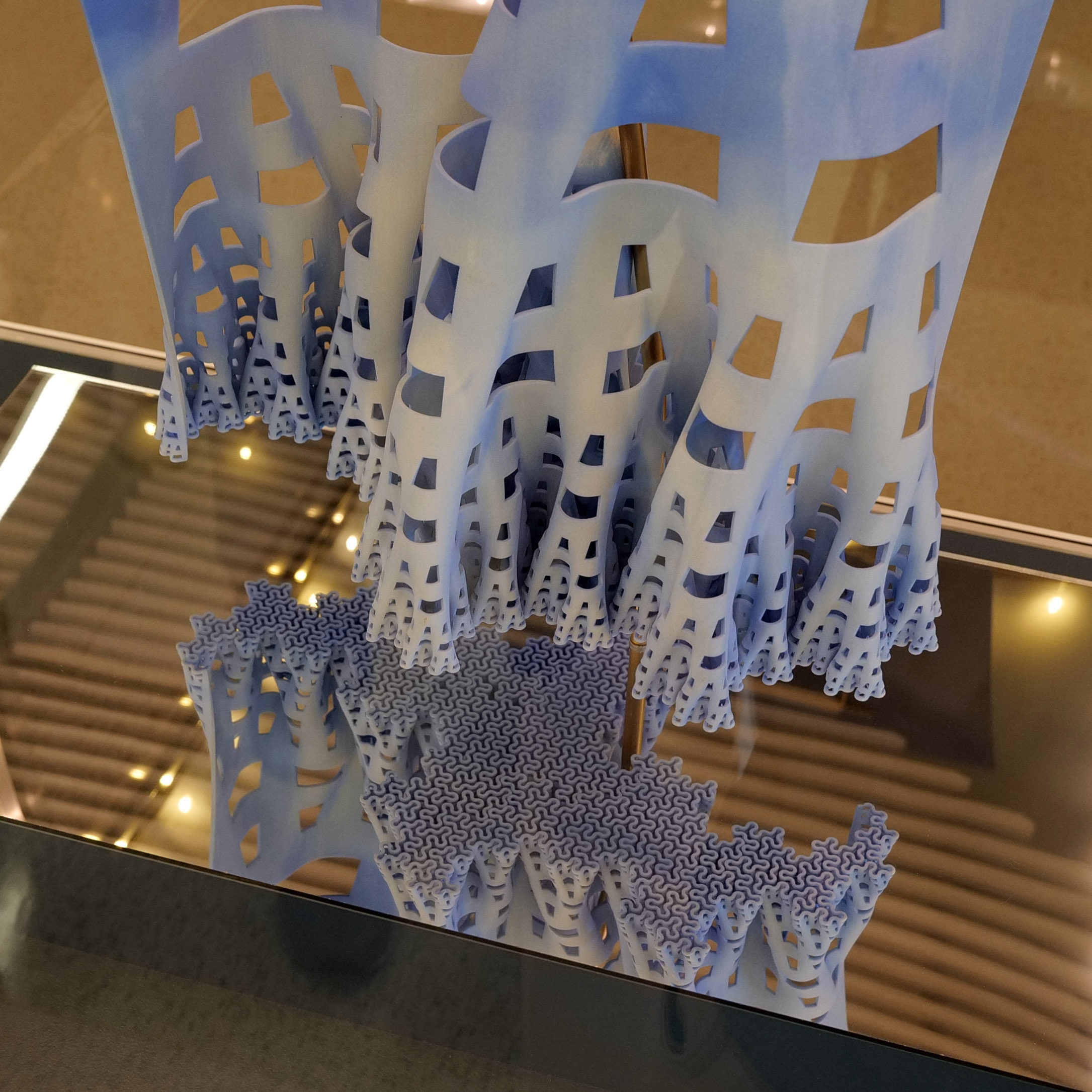
مجسمه‌ای که چندین تکرار از سیستم لیندنمایر تولیدکننده منحنی اژدهای سه‌گانه را نمایش می‌دهد. اثر هنری سگرمن

اژدهای سه‌گانه را می‌توان به‌صورت یک نگارال توصیف کرد:
- زاویه ۱۲۰ درجه
- رشته اولیه: F
- قوانین بازنویسی رشته:
  - F الگو:Mapsto F+F−F.

این منحنی مجموعه حدی سیستم تکرارشونده زیر است:
{\displaystyle f_{1}(z)=\lambda z}
{\displaystyle f_{2}(z)={\frac {i}{\sqrt {3}}}z+\lambda }
{\displaystyle f_{3}(z)=\lambda z+\lambda ^{*}}
{\displaystyle {\mbox{که در آن }}\lambda ={\frac {1}{2}}-{\frac {i}{2{\sqrt {3}}}}{\text{ و }}\lambda ^{*}={\frac {1}{2}}+{\frac {i}{2{\sqrt {3}}}}.}

## اژدهای لوی
منحنی لوی C گاهی با نام اژدهای لوی نیز شناخته می‌شود.
|  |

## وقوع منحنی اژدها در مجموعه‌های حل
پس از به‌دست‌آوردن مجموعه‌ای از حل‌های یک معادله دیفرانسیل خطی، هر ترکیب خطی از این حل‌ها نیز، به دلیل اصل برهم‌نهی، معادله اصلی را ارضا خواهد کرد. به بیان دیگر، می‌توان با اعمال یک تابع بر مجموعه‌ای از حل‌های موجود، حل‌های جدیدی به دست آورد. این فرایند مشابه روشی است که در آن یک سیستم تابع بازگشتی (IFS) نقاط جدیدی را در یک مجموعه تولید می‌کند، اگرچه همه IFSها تابع‌های خطی نیستند.
به‌طور مشابه، مجموعه‌ای از چندجمله‌ای لیتلوود را می‌توان از طریق اعمال تکرارشونده مجموعه‌ای از توابع به دست آورد.
یک چندجمله‌ای لیتلوود، چندجمله‌ای به‌صورت زیر است:
{\displaystyle p(x)=\sum _{i=0}^{n}a_{i}x^{i}\,}
که در آن، همه ضرایب {\displaystyle a_{i}=\pm 1} هستند.
برای بعضی مقادیر {\displaystyle |w|<1}، توابع زیر را تعریف می‌کنیم:
{\displaystyle f_{+}(z)=1+wz}
{\displaystyle f_{-}(z)=1-wz}
با شروع از مقدار {\displaystyle z=0}، می‌توان با استفاده مکرر از این توابع به تعداد {\displaystyle d+1} مرتبه، تمام چندجمله‌ای‌های لیتلوود تا درجه {\displaystyle d} را تولید کرد. به عنوان مثال:
{\displaystyle f_{+}(f_{-}(f_{-}(0)))=1+(1-w)w=1+1w-1w^{2}}
مشاهده می‌شود که برای مقدار {\displaystyle w=(1+i)/2}، این دو تابع معادل فرمول‌بندی IFS برای منحنی اژدهای های‌وی هستند. به بیان دیگر، منحنی اژدهای های‌وی، تا یک تکرار مشخص، مجموعه تمام چندجمله‌ای‌های لیتلوود تا یک درجه معین را توصیف می‌کند، هنگامی که این چندجمله‌ای‌ها در نقطه {\displaystyle w=(1+i)/2} مقداردهی شوند.
در واقع، با ترسیم تعداد کافی از ریشه‌های چندجمله‌ای‌های لیتلوود، ساختارهایی مشابه منحنی اژدها در نقاطی نزدیک به این مختصات ظاهر می‌شوند.